# Strada nazionale 85 delle Murge
La strada nazionale 85 delle Murge era una strada nazionale del Regno d'Italia, che congiungeva Barletta a Potenza.
Venne istituita nel 1923 con il percorso "Barletta - Canosa - Atella alla nazionale numero 84 fra Ruoti e Potenza".
Nel 1928, in seguito all'istituzione dell'Azienda Autonoma Statale della Strada (AASS) e alla contemporanea ridefinizione della rete stradale nazionale, il suo tracciato costituì l'intera strada statale 93 Appulo Lucana.